# ليلي شاكرابارتي
ليلي شاكرابارتي (بالهندية: लिली चक्रवर्ती؛ بالإنجليزية: Lily Chakraborty) هي ملحنة هندية، ولدت في 15 يناير 1972 في كلكتا في الهند.

## وصلات خارجية
- الموقع الرسمي